# Wodorotlenek cezu
Wodorotlenek cezu, CsOH – nieorganiczny związek chemiczny zawierający atom cezu i grupę hydroksylową. Jest
najmocniejszą znaną zasadą spośród wszystkich wodorotlenków.

## Otrzymywanie
Można go otrzymać przez elektrolizę wodnych roztworów soli cezu lub w reakcji roztworu siarczanu cezu z wodorotlenkiem baru:
Cs
2SO
4 + Ba(OH)
2 → 2CsOH + BaSO
4↓
Powstaje też w reakcji cezu z wodą:
2Cs + 2H
2O → 2CsOH + H
2↑
Ma ona przebieg wybuchowy; zachodzi również z lodem powyżej temperatury −116 °C.

## Właściwości
Wskutek wysokiej aktywności chemicznej jest wysoce higroskopijny. Absorbuje dwutlenek węgla z powietrza. Laboratoryjny wodorotlenek cezu jest zazwyczaj hydratem.
Substancja ta może wywoływać korozję szkła.
Przewiduje się, że gdy uda się otrzymać wodorotlenek fransu, może on być silniejszą zasadą od CsOH.

## Zastosowanie
Związek ten nie jest jednak zbyt powszechnie stosowany ze względu na trudności z otrzymywaniem cezu i, co za tym idzie, wysoką ceną jego wodorotlenku. Z tego powodu częściej stosuje się wodorotlenek rubidu i wodorotlenek potasu, mimo ich mniejszej selektywności i reaktywności.